# Wasilij Morozow (generał rosyjski)
Wasilij Iwanowicz Morozow, ros. Василий Иванович Морозов (ur. 18 października?/30 października 1888 w stanicy Samikarakorskaja w Rosji, zm. 30 stycznia 1950 w Klagenfurt am Wörthersee) – rosyjski wojskowy (generał major), dowódca dońskiego batalionu kozackiego, a następnie 1 kozackiego pułku kawalerii w Rosyjskim Korpusie Ochronnym podczas II wojny światowej

## Życiorys
W 1908 r. ukończył szkołę wojskową w Nowoczerkasku. Służył w 7 pułku kawalerii Kozaków dońskich. Brał udział w I wojnie światowej. Do 1917 r. w stopniu podesauła dowodził sotnią w 58 pułku kawalerii Kozaków dońskich. W 1918 r. przystąpił do kozackich oddziałów wojsk białych. Od czerwca tego roku był dowódcą 76 pułku kawalerii Kozaków dońskich, a następnie 2 samodzielnej brygady kawalerii Kozaków dońskich. W listopadzie 1919 r. został wybrany atamanem i awansował do stopnia pułkownika. W kwietniu 1920 r. objął dowództwo 2 mieszanej dywizji kawalerii Kozaków dońskich, od września tego roku w stopniu generała majora. Po ewakuacji z Krymu do Gallipoli w listopadzie, przebywał na wyspie Lemnos, po czym w 1921 r. zamieszkał w Bułgarii. W okresie II wojny światowej podjął współpracę z Niemcami. Po zajęciu Jugosławii przez wojska niemieckie wstąpił pod koniec 1941 r. do nowo formowanego Rosyjskiego Korpusu Ochronnego. Został dowódcą dońskiego batalionu kozackiego w składzie 4 pułku. Korpus wykonywał zadania ochronne i wartownicze na obszarze okupowanej Serbii, a od wiosny 1944 r. prowadził bezpośrednią walkę z komunistyczną partyzantką Josipa Broz Tity. W październiku tego roku gen. W. I. Morozow objął dowództwo 1 kozackiego pułku kawalerii, prowadząc na jego czele działania odwrotowe. 12 maja 1945 r. w rejonie Klagenfurt am Wörthersee poddał pułk Brytyjczykom i został osadzony w obozie w miejscowości Kellerberg. Uniknął repatriacji do ZSRR. Zamieszkał w Austrii, gdzie zmarł 30 stycznia 1950 r.